# Erythrodiplax anatoidea
Erythrodiplax anatoidea is een libellensoort uit de familie van de korenbouten (Libellulidae), onderorde echte libellen (Anisoptera).
De wetenschappelijke naam Erythrodiplax anatoidea is voor het eerst geldig gepubliceerd in 1942 door Donald J. Borror.